# Anoplodesmus sabulosus
Anoplodesmus sabulosus är en mångfotingart som beskrevs av Carl Graf Attems. Anoplodesmus sabulosus ingår i släktet Anoplodesmus och familjen orangeridubbelfotingar. Inga underarter finns listade i Catalogue of Life.